# Bumin
Bumin-kagan nebo Bumen-kagan (staroturečtina:  , Bumin qaγan,) také Illig-kagan (čínsky v českém přepisu Ili kche-chan, pchin-jinem yīlì kěhàn, znaky 伊利可汗) nebo osobním jménem: Ašına Tumen (čínsky v českém přepisu A-š'-na Tchu-men, pchin-jinem āshǐnà tumen, znaky 阿史那土门) (551 – † 552), byl zakladatel a první vládce turkuckého kaganátu, kterému vládl s titulem Illig-kagan čili král králů.
Vládu nad Turky žijícími na jižním Altaji zdědil roku 534. Rozšířil ovládané území až k Chuang-che, roku 545 získal uznání od říše Západní Wej, následující rok si podrobil kmeny Oguzů-Uzů (Tie-leové). Roku 551 porazil Žuan-žuany a ovládl většinu mongolských stepí. Prohlásil se kaganem, po několika měsících však zemřel.

## Život
Bumin byl nejstarší syn Ašına Tuwu-Ta-jabgu (Tuwy) z rodu Cu-ku (Ašına). Tuwa vládl svazu dvanácti kmenů žijících na svazích jižního Altaje, (Severní Liang) kteří si říkali Turci (či Modří Turci; pro odlišení od současných Turků jsou historiky označováni jako Turkuti, či Turkité). Turci byli vazaly Žuan-žuanů, kterým odváděli daň ve výrobcích ze železa. Turecká produkce železa, zejména zbraně, měla pro Žuan-žuany velký význam. Žuan-žuanský kaganát ovládal mongolské stepi od Altaje až k Velkému Chinganu v Mandžusku.
Roku 534 Bumin po otci zdědil postavení náčelníka Turků, s titulem veliký jabgu čili princ. Postupně rozšířil svou moc na východ, až se roku 542 Turci objevili na březích Chuang-che. Zde měnili s Číňany říše Západní Wej koně za obilí a hedvábí. Místní wejské úřady však obchodu bránily, kočovníci reagovali nájezdy. Současně roku 542 Oguzové-Uzové (Tie-leové ) žijící v západním Mongolsku od Altaje až k Bajkalu, povstali proti Žuan-žuanům, ale byli poraženi, přičemž jejich vůdce našel azyl v severovýchodní Číně – říši Východní Wej. Říše Západní Wej, přesněji faktický vládce říše, císařův rádce Jü-wen Tchaj, se rozhodl uzavřít s Turky spojenectví. Roku 545 wejské poselstvo přibylo k Turkům a ti se přihlásili k alianci s Západními Weji. Navázání diplomatických styků s Čínou pozvedlo Buminovu autoritu mezi kočovnými kmeny Mongolska.
Následující rok turečtí vyslanci přivezli do wejské metropole Čchang-anu tribut a potvrdili svazek. Současně Bumin zaútočil na Oguzy-Uzy (Tie-leové), opět povstavší proti Žuan-žuanům, a podrobil si je. Poté požádal žuan-žuanského kagana Anakueje o ruku jeho dcery. Kagan žádost odmítl slovy: „Jsi můj kovář, jak se jen opovažuješ vyslovit takový návrh?“ Odvetou Turci uvěznili kaganovy posly a upevnili spojenectví s říší Západní Wej – roku 551 Bumin požádal o manželství s princeznou dynastie Západní Wej, wejská vláda souhlasila a poslala mu princeznu Čchang-le. Téhož roku k pohřbu wejského císaře Wen-tiho Bumin vyslal poselstvo s darem dvou set koní.
Posíleni Oguzskými-Uzskými (Tie-leové) oddíly Turci zaútočili na Žuan-žuany a roku 551 porazili Anakuejovy síly v bitvě na severu Chuaj-chuangu (v dnešní prefektuře Čang-ťia-kchou), žuan-žuanský kagan poté spáchal sebevraždu. Bumin se naopak roku 551 prohlásil kaganem turecké říše s titulem „Illig-kagan“.
Bumin zemřel koncem roku 552, několik měsíců po svém prohlášení kaganem. Jeho postavení nakrátko převzal syn Ašına Kelo (Kara Issik), roku 553 se kaganem stal další syn Ašına Sıťin (Kušu Mukan). Oba vládli ve východní polovině říše, zatímco Buminův mladší bratr Ašına Ši (Istemi) spravoval s titulem jabgu západní část turkického státu. Po Buminově smrti turkucký kaganát dále expandoval a za méně než století se rozšířil na většinu centrální Asie.